# 上村大輔
上村 大輔（うえむら だいすけ、1945年10月27日 - 2021年4月13日）は、日本の化学者、神奈川大学特別招聘教授、名古屋大学名誉教授。理学博士。研究分野は、天然物化学。
海洋生物からの天然有機化合物である、パリトキシン・ハリコンドリンBなどの構造決定で知られる。

## 人物
1973年に名古屋大学大学院理学研究科博士課程単位取得満期退学。平田義正教授から指導を受ける。
その後、同大学理学部助手、静岡大学教養部助教授・教授などを経て1997年より名古屋大学大学院理学研究科教授。
2008年には慶應義塾大学理工学部生命情報学科教授、2011年より神奈川大学理学部化学科教授・天然医薬リード探索研究所所長、名古屋大学名誉教授を務める。2013年、金沢大学監事、浙江大学客員教授。2014年、神奈川大学評議会評議員。2016年からは神奈川大学特別招聘教授。
2021年4月13日、悪性リンパ腫のため75歳で死去。

## 研究
- 海洋生物クロイソカイメンからハリコンドリンBを単離。それを基盤として開発されたエリブリンメシル酸塩商品名ハラヴェンは乳癌の治療薬として上市[4]。

## 受賞歴
- 2006年 日本化学会賞[2]
- 2007年 中日文化賞[2]
- 2009年 内藤記念科学振興賞[2]
- 2009年 紫綬褒章[2][5]
- 2012年 ナカニシプライズ受賞
- 2018年 瑞宝中綬章受勲[6]。